# 776
Năm 776 là một năm trong lịch Julius.